# Kastell Unterkirchberg
Das Kastell Unterkirchberg ist ein frührömisches Grenzkastell der älteren Donaulinie des Raetischen Limes. Es liegt mit dem zugehörigen Vicus als Bodendenkmal auf dem Gebiet der heutigen Ortschaft Illerkirchberg, einer Gemeinde des Alb-Donau-Kreises in Baden-Württemberg.

## Lage
Das Kastell Unterkirchberg ist das östlichste römische Militärlager des „Donaulimes“ auf Baden-Württembergischen Boden. Es befindet sich nördlich des Dorfes Unterkirchberg unter den landwirtschaftlich genutzten Flächen eines spornförmigen Hochflächenplateaus unmittelbar westlich der Iller. Nur vom Süden aus besteht ein leichter Zugang zu dem Gelände, das in alle anderen Richtungen schroff abfällt und zusätzlich von der Weihung und vom Fischbach eingegrenzt wird.
In antiker Zeit befand sich nördlich des Kastells ein Übergang der Donausüdstraße über die Iller, dessen Überwachung vermutlich der Besatzung des Lagers oblag. Des Weiteren dürfte sie mit der Kontrolle der hier auf dem gegenüberliegenden rechten Illerufer nach Cambodunum (Kempten) abzweigenden römischen Straße betraut gewesen sein.
Bereits in vorrömischer Zeit ist der strategisch und verkehrsgeographisch günstig gelegene Kastellplatz, die Flur „Bleiche“, ausweislich der Grabungsbefunde und -funde seit dem Neolithikum ein häufig genutzter Siedlungsplatz gewesen.

## Forschungsgeschichte
Erste Befund- und Fundbeschreibungen stammen aus der Mitte des 19. Jahrhunderts, die theoretische Lokalisierung des Kastells gelang 1907, doch erst 1926/28 wurde die Vermutung durch archäologische Ausgrabungen bestätigt. Bis zu weiteren wissenschaftlichen Untersuchungen des Areals verging fast ein halbes Jahrhundert.
Im Zuge einer Rettungsgrabung durch das Landesdenkmalamt Baden-Württemberg wurden 1973/74 der südliche Eckbereich des Lagers sowie Teile des Vicus ergraben. Ein großer Teil der weiteren Erkenntnisse über das Kastell ist der Luftbildarchäologie zu verdanken. Auf sie stützen sich wesentliche Bestandteile der theoretischen Rekonstruktion des gesamten Areals.
In der älteren Forschung war der Kastellplatz von Illerkirchberg immer wieder mit den antiken Namen Viana, Phaeniana oder Febianis in Verbindung gebracht worden. Aufgrund jüngerer Funde, durch die der Name Phaeniana aber recht eindeutig dem Ort Faimingen zugewiesen werden konnten, dürfte zumindest dieser Name für Spekulationen im Zusammenhang mit diesem Kastell nicht mehr zur Verfügung stehen.

## Kastell
Das Militärlager von Unterkirchberg wurde in claudischer Zeit, wohl zu Beginn der 40er Jahre des ersten nachchristlichen Jahrhunderts zunächst als Holz-Erde-Kastell angelegt. Es war wichtiger Bestandteil der ältere Donaulinie des Obergermanisch-Raetischen Limes. Ein System aus Kastellen und Versorgungsstraßen entlang der oberen Donau. Hiermit wurde die so genannte Donausüdstraße gesichert, eine römische Fernstraße, die von den Quellen der Donau bis nach Weltenburg führte, sowie die Donau selbst, die in diesem Bereich vorübergehend die Nordgrenze des Römischen Reiches bildete.
Das Kastell bedeckt mit seinen Abmessungen von 200 mal 210 Metern eine Gesamtfläche von rund 4,2 Hektar und ist damit das größte römische Auxiliarkastell des oberen Donaulimes. Es wurden insgesamt drei Bauperioden nachgewiesen. Die erste Bauperiode, die sich auf die Zeit zwischen der ersten Hälfte der 40er Jahre des ersten nachchristlichen Jahrhunderts und den Jahren 69/70 n. Chr. datieren lässt, konnte nur durch einen einfachen Spitzgraben und unvollständige Umrisse der Mannschaftsbaracken nachgewiesen werden. Das Kastell war in dieser Zeit in Holz-Erde-Bauweise ausgeführt. Im Gegensatz zu den benachbarten Kastellen wurde das Unterkirchberger Lager während der Wirren des Vierkaiserjahres 69 n. Chr. nicht niedergebrannt.
Am besten erforscht ist die zweite vespasianische Bauphase. Ihr Beginn ergibt sich durch das Ende der ersten Bauperiode um 69/70 n. Chr. Ihr Ende entzieht sich einer präzisen Datierung und lässt sich nur recht vage an den Beginn des letzten Viertels des 1. Jahrhunderts legen. Für diese Periode konnte ein aufwendigeres Grabensystem ermittelt werden. Zu einem einfachen Spitzgraben mit etwa 5,8 m Breite gesellte sich noch ein Doppelgraben. Die Umwehrung bestand aus einer in einem hölzernen Kastenwerk befindlichen, etwa 3,8 m breiten Holz-Erde-Mauer, die in gleichmäßigen Abständen mit hölzernen Wachtürmen versehen war. Die Mannschaftsbaracken im südlichen Kastellbereich wurden abgerissen und durch eine kreisrunde Holzkonstruktion von etwa 50 m Durchmesser ersetzt. Sehr wahrscheinlich handelt es sich bei dieser Konstruktion um einen so genannten Gyrus, eine Art runder Corral (Pferch, Gatter) zum Dressieren und Trainieren von Pferden. Ein solcher Gyrus ist ansonsten bislang nur aus dem Kastell The Lunt in Baginton, Mittelengland bekannt. aber aus antiken Quellen weiß man von derartigen Anlagen. Im Verlauf der zweiten Ausbauphase wurden einige der Kastellbauten durch Steinhäuser ersetzt. Eine genaue Datierung dieser Umgestaltung ist zum gegenwärtigen Zeitpunkt noch nicht gesichert, möglicherweise geschah sie um 77 bis 80 n. Chr. im Rahmen eines zentral gesteuerten Ausbauprogramms von dem auch andere Lager dieses Grenzabschnittes betroffen waren (vgl. Kastell Rißtissen und Kastell Emerkingen).
Von der dritten Bauphase wiederum sind – ähnlich der ersten – nur wenige Spuren erhalten. Ein vier Meter breiter und mit einer Resttiefe von 1,2 m erhaltener Graben, der gut 25 m ins Kastellinnere versetzt war, zeugt von dieser Zeit. Der Graben wurde spätestens im frühen 2. Jahrhundert verfüllt. Mit einiger Wahrscheinlichkeit war bereits mit der Vorverlegung des Limes auf die Alblinie in domitianischer Zeit die Garnison um 85 n. Chr. an anderer Stelle stationiert worden. Das Kastell könnte aber noch bis zu Beginn des 1. nachchristlichen Jahrhunderts in vermutlich kleinerem Umfang weiter genutzt worden sein. Ob dies als ziviler oder militärisch-logistischer Stützpunkt mit reduzierter Besatzung geschah bleibt beim zum gegenwärtigen Stand der Forschungen ebenfalls ungeklärt.
Viele Befunde sind nur durch Luftbilder bekannt. So lässt sich mit deren Hilfe die Lage des verwaltungstechnischen und religiösen Zentrums, der Principia (Stabsgebäude) im Kastellmittelpunkt bestimmen. Auch weitere Gebäude, darunter ein mögliches Valetudinarium (Lazarett) oder Horreum (Getreidespeicher), sowie das Praetorium (Kommandantenwohnhaus) sind auf diese Weise lokalisiert worden. Einige dieser Gebäude entziehen sich noch der gesicherten Interpretation. Klarheit könnten hier nur großflächige Ausgrabungen erbringen.
Über die in Unterkirchberg stationierte Truppe liegen keine schriftlichen Zeugnisse vor. Durch die Existenz des Gyrus, die Funde von Pferdegeschirrteilen und durch die für eine solche Einheit typische Kastellgröße kann aber mit ziemlicher Sicherheit auf eine berittene Einheit, vermutlich eine Ala quingenaria geschlossen werden.

## Vicus
Nur wenige Spuren weisen auf einen Vicus hin, ein ziviles Lagerdorf, in dem sich die Angehörigen der Soldaten, Händler, Handwerke und Gastwirte ansiedelten. Der Vicus von Illerkirchberg hat sich wahrscheinlich südlich des Lagers in Richtung des heutigen Ortes erstreckt. Über Ausdehnung und Struktur des Ortes können zum gegenwärtigen Stand der Forschungen keine Aussagen getroffen werden. Ein Gräberfeld konnte 250 m westlich des Kastells längs der Donausüdstraße lokalisiert werden.

## Denkmalschutz
Das Bodendenkmal „Kastell Unterkirchberg“ ist geschützt als eingetragenes Kulturdenkmal im Sinne des Denkmalschutzgesetzes des Landes Baden-Württemberg (DSchG). Nachforschungen und gezieltes Sammeln von Funden sind genehmigungspflichtig, Zufallsfunde an die Denkmalbehörden zu melden.